# Eckhard Willing
Eckhard Willing ( n. 18.11.1942 ) es un botánico alemán, experto en orquídeas.

## Algunas publicaciones

### Libros
- eckard Willing. 1974. Beitrag zum Zerkleinerungs: und Löslichketisverhalten von Rutil. 56 pp.

- barbara Willing, eckard Willing. 1977. Bibliographie über die Orchideen Europas und der Mittelmeerländer, 1744-1976. Ed. Botan. Garten u. Botan. Mus. 325 pp. ISBN 3-921800-11-0

- -------------------------, -----------------------. 1979. Optima-Projekt "Kartierung der mediterranen Orchideen". Beih. Veröff. Naturschutz. Landschaftspflege Bad. - Württ. ; 14. 163 pp.

- -------------------------, -----------------------. 1979. Index der Verbreitungskarten für die Orchideen Europas und der Mittelmeerländer. Vol. 14 de Beihefte zu den Veröffentlichungen für Naturschutz und Landschaftspflege in Baden-Württemberg. 163 pp. ISBN 3-88251-036-6

- -------------------------, -----------------------. 2004. Bibliographie über die Orchideen Europas und der Mittelmeerländer 1744-1976 Willdenowia ; Beiheft 11, 1977. 402 pp.

Willing E. & Willing R. 2012: A Willing contribution to Flora Hellenica. Field records 2004. – Botanic Garden and Botanical Museum Berlin-Dahlem
Willing E. & Willing R. 2012: A Willing contribution to Flora Hellenica. Field records
autumn 2005. – Berlín: Free University Berlin, Botanic Garden and Botanical Museum
Berlin-Dahlem
Willing E. & Willing R. 2012: A Willing contribution to Flora Hellenica. Field records
spring 2005. – Berlín: Free University Berlin, Botanic Garden and Botanical Museum
Berlin-Dahlem
Willing E. & Willing R. 2012: A Willing contribution to Flora Hellenica. Field records 2006. – Berlín: Free University Berlin, Botanic Garden and Botanical Museum Berlin-Dahlem
Willing E. & Willing R. 2012: A Willing contribution to Flora Hellenica. Field records 2007. – Berlín: Free University Berlin, Botanic Garden and Botanical Museum Berlin-Dahlem
Willing E. & Willing R. 2012: A Willing contribution to Flora Hellenica. Field records 2008, Karditsa, Larissa, Trikala. – Berlín: Free University Berlin, Botanic Garden and Botanical Museum Berlin-Dahlem
Willing E. & Willing R. 2012: A Willing contribution to Flora Hellenica. Field records 2009, Drama, Imathia, Kavala, Pella, Pieria, Serres, Thessaloniki. – Berlín: Free University Berlin, Botanic Garden and Botanical Museum Berlin-Dahlem
Willing E. 2012: A Willing contribution to Flora Hellenica. Field records 2010. – Berlín: Free University Berlin, Botanic Garden and Botanical Museum Berlin-Dahlem
Willing E. & Willing R. 2012: A Willing contribution to Flora Hellenica. Field records 2011. – Berlín: Free University Berlin, Botanic Garden and Botanical Museum Berlin-Dahlem
- eckard Willing. 2004. Bibliographie über die Orchideen Europas und der Mittelmeerländer: spezielle Orchideen Literatur ohne Berücksichtigung allgemeiner floristischer Werke. 2º Supplement. Volumen 31 y 36 de J. Europäischer Orchideen : Mitteilungsblatt des AHO Baden-Württemberg. Editor Arbeitskreis "Heimische Orchideen" Baden-Württemberg, 402 pp.

- La abreviatura «E.Willing» se emplea para indicar a Eckhard Willing como autoridad en la descripción y clasificación científica de los vegetales.[1]